# Juan Pablo Sorín
Juan Pablo Sorín (n. 5 mai 1976, Buenos Aires, Argentina) este un fost fotbalist argentinian.